# براسلاو
براسلاو (به لاتین: Braslaw) یک منطقهٔ مسکونی در بلاروس است که در Braslaŭ District واقع شده‌است. براسلاو ۹٬۸۹۹ نفر جمعیت دارد.

## خواهرخوانده
شهر دوگوپیلس خواهرخواندهٔ براسلاو است.